# Plaisance (Grenada)
Plaisance (dt.: Vergnügen) ist eine Siedlung im Parish Saint Andrew im Osten von Grenada.

## Geographie
Die Siedlung liegt westlich von Mount Carmel auf der Anhöhe auf ca. 200 m Höhe.
Die örtliche Straße wird als Tuilleries bezeichnet und es gibt die Plantagen Tuilleries Estate und Bagatelle Estate.
Im Norden schließt der Ort Chutz an. An der Verbindungsstraße liegt das Rome Museum. Im Nordosten führt eine Verbindungsstraße nach Post Royal.
Im Ort selbst befindet sich die Evangel Tabernacle Pentecostal Church.

## Klima
Das Klima ist tropisch heiß. 